# Charybda
Charybda (gr. Χάρυβδις Chárybdis) – w mitologii greckiej jeden z dwóch potworów morskich (drugim była Skylla) czyhających na żeglarzy po obu stronach cieśniny, lokalizowanej jako Cieśnina Mesyńska.

## Rodowód
Charybda była córką Posejdona i Gai. Za chciwość i żarłoczność została zamieniona przez Zeusa w potwora trzy razy dziennie wchłaniającego, a następnie wypluwającego masy wody morskiej wraz z okrętami.

## Odniesienia
Scylla i Charybda występują w Odysei Homera. Odyseusz, za radą Kirke, unika Charybdy, płynąc bliżej Scylli. Udaje mu się przepłynąć pomiędzy nimi, ale Scylla porywa sześciu członków jego załogi. Później Odyseusz będąc sam, płynie niedaleko Charybdy, a utonięcia unika przez złapanie się figowego konaru.
Od imion potworów pochodzi wyrażenie znaleźć się między Scyllą i Charybdą, oznaczające sytuację bez wyjścia.